# Colas Breugnon
Colas Breugnon – powieść Romain Rollanda wydana po raz pierwszy wiosną 1919 roku. Napisana w formie rodzaju pamiętnika tytułowego Colasa Breugnona, którego postać wzorowana była na pradziadku pisarza, Boniardzie. Akcja dzieje się w XVII wieku. Powieść opisywana jest jako niezwykle optymistyczna i pełna radości życia oraz wyraźnie odmienna od innych utworów Rollanda.
Na podstawie powieści powstała opera Mistrz z Clamecy Dmitrija Kabalewskiego. 

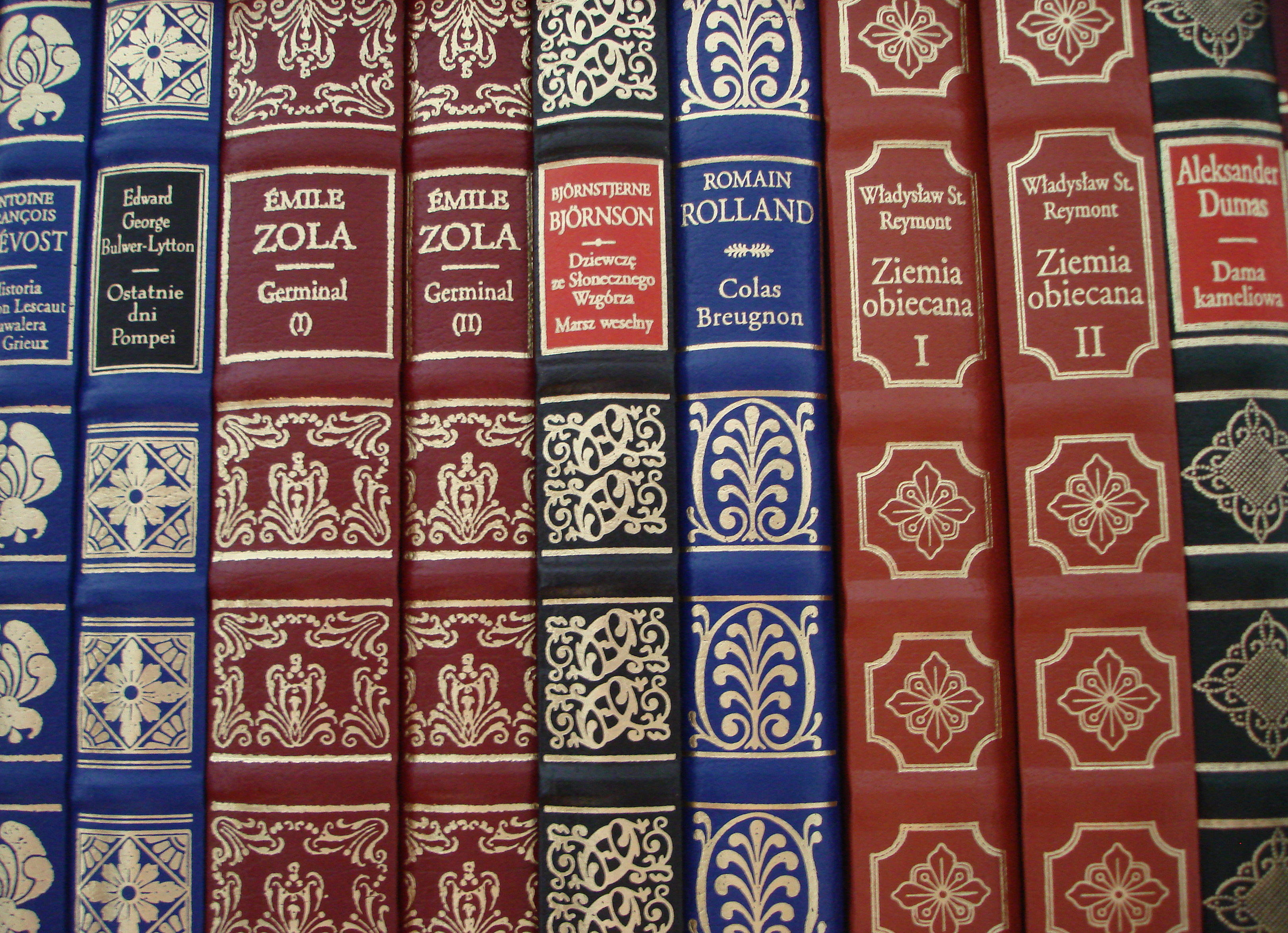
Powieść Romaina Rollanda Colas Breugnon na półce z książkami

## Wydania polskie
Wydania polskie Colasa Breugnon:
- Wydawnictwo Polskie (seria „Biblioteka Laureatów Nobla”), Lwów/Poznań 1921 i 1923
- Spółdzielnia Wydawnicza „Wiedza”, Warszawa 1947 i 1948
- Państwowy Instytut Wydawniczy, Warszawa 1951, 1952, 1953, 1955, 1957, 1961, 1966, 1968 i 1972
- Wydawnictwo Dolnośląskie, Wrocław 1993
- Lissner Studio, Warszawa 2012 (książka mówiona)